# 東安普敦鎮區 (新澤西州)
東安普敦鎮區（英語：Eastampton Township）是位於美國新澤西州伯靈頓縣的一個鎮區。

## 地方資料
東安普敦鎮區的面積為15.06平方千米，當中陸地面積為14.84平方千米，而水域面積為0.22平方千米。根據2020年美國人口普查的數據，當地共有人口6191人，而人口密度為每平方千米411.09人。